# Willa „Florianka” w Rudzie Śląskiej
Willa „Florianka” w Rudzie Śląskiej – zabytkowa willa znajdująca się przy ul. Piotra Niedurnego w Rudzie Śląskiej, w dzielnicy Nowy Bytom, wybudowana w 1905 lub 1910 roku. Willa w 1995 roku została wpisana do rejestru zabytków pod numerem A/1606/95.

## Historia
Willa wybudowana została w roku 1905 lub 1910. Pierwotna funkcja budynku jest różnie wskazywana. Według niektórych źródeł był to budynek z pokojami gościnnymi dla gości huty „Pokój”, według innych – mieszkanie dyrektora huty lub też klub dla pracowników. Zdaniem Łukasza Urbańczyka, Miejskiego Konserwatora Zabytków w Rudzie Śląskiej, najbardziej prawdopodobną hipotezą jest wybudowanie willi w 1905 roku jako domu dla dyrektora.
Autor projektu budynku nie jest znany. Willa prawdopodobnie wzorowana była na willi „Antonius” we Wrocławiu, zaprojektowanej przez Paula Kleina oraz Georga Wolfa z Wrocławia.
W latach 1945–1990 w willi mieściło się przedszkole. W latach 1995–1996 przeprowadzono remont budynku mający na celu jego adaptację na „Pensjonat Florianka”. Projekt adaptacji wykonali architekci Jan Skrzypek i Krystian Laske. Pensjonat działał do 2015 roku, wówczas to właściciel obiektu – Huta Pokój – wystawił go na sprzedaż. Budynek zakupiło miasto Ruda Śląska. W willi miała się mieścić biblioteka miejska lub Urząd Stanu Cywilnego, ostatecznie jednak postanowiono przeprowadzić remont, a docelowo w willi planowano utworzenie pomieszczeń na wynajem, w szczególności lokali gastronomicznych. Remont rozpoczął się w 2016 roku. Zainteresowanie lokalami było jednak małe, między innymi ze względu na późniejszą pandemię COVID-19, dlatego też miasto Ruda Śląska podjęło decyzję o przeznaczeniu budynku również na żłobek i przedszkole (2021).

## Architektura
Willa usytuowana jest w ogrodzie. Wybudowana została w stylu eklektycznym z elementami secesji i manieryzmu. Jest to budynek ceglany z elewacjami z czerwonej, białej i żółtej cegły oraz z detalami architektonicznymi wykonanymi z czerwonego piaskowca i niebieskiej szkliwionej cegły. Willa postawiona jest na nieregularnym planie i posiada mocno rozczłonkowaną bryłę. Centralnym punktem jej rzutu jest reprezentacyjny, dwukondygnacyjny hol z antresolą, z którego są wejścia do poszczególnych pomieszczeń, pierwotnie w układzie amfiladowym. Budynek posiada dwie klatki schodowe – główną ze schodami drewnianymi i balustradą ozdobioną snycersko oraz boczną – z krętymi, stalowymi schodami. Stropy są płaskie, w jednym z pomieszczeń na I piętrze – sklepienie kolebkowe.
Dach jest wielospadowy kryty dachówką. Okna o różnych wielkościach i kształtach.
Elewacje:
- wschodnia – czteroosiowa z werandą, nad którą jest balkon. Okna werandy ujęte w kolumny. W skrajnej, czwartej osi, znajduje się nieznaczny ryzalit zwieńczony szczytem. Narożniki ryzalitu ozdobione są kamiennym boniowaniem. Okna w ozdobnych, kamiennych obramowaniach, z trójkątnymi naczółkami. Okna ryzalitu zamknięte łukiem kotarowym. Elewacja ozdobiona profilowanymi gzymsami[10],

- północna – z dwoma skrajnymi ryzalitami pomiędzy którymi umieszczone jest wejście główne do willi. W cofniętej części, nad wejściem, znajduje się witraż z dekoracją roślinną, doświetlający hol. W jednym z ryzalitów znajduje się wejście boczne[11],

- zachodnia – czteroosiowa z tarasem. W górnej części elewacji znajduje się dekoracja imitująca konstrukcję szachulcową[10]. Do elewacji wtórnie dobudowany jest szyb windowy[9],

- południowa – pięcioosiowa z nieznacznym ryzalitem zwieńczonym szczytem. Pomiędzy oknami umieszczona jest mozaika przedstawiająca św. Floriana, patrona hutników, któremu to willa zawdzięcza nazwę[9].